# Holopsis virginica
Holopsis virginica är en skalbaggsart som först beskrevs av Thomas Casey 1900.  Holopsis virginica ingår i släktet Holopsis och familjen punktbaggar. Inga underarter finns listade i Catalogue of Life.